# Миколаївка (Вигоницький район)
Миколаївка (рос. Николаевка) — присілок в Вигоницькому районі Брянської області Російської Федерації.
Населення становить 10 осіб. Входить до складу муніципального утворення Вигоницьке міське поселення.

## Історія
Від 2005 року входить до складу муніципального утворення Вигоницьке міське поселення.

## Населення
| 2010 | 2013 |
| ---- | ---- |
| 11   | ↘10  |